# 荒木田丽女
 荒木田丽女（1732年—1806年），日本江户时代的诗人及作家。早期创作“和歌”，之后成为和歌、俳句和汉诗大师。她因两部历史小说著名。同时她也写短篇小说、游记和学术著作。